# Nervilieae
Nervilieae je tribus orhideja, dio potporodice Epidendroideae. Postoje dva podtribusa s ukupno 3 roda; tipični je Nervilia Comm. ex Gaudich. sa 79 vrsta.

## Podtribusi
Tribus Nervilieae Dressler
1. Subtribus Nerviliinae Schltr.
  1. Nervilia Comm. ex Gaudich. (79 spp.)
2. Subtribus Epipogoniinae Schltr.
  1. Epipogium Borkh. (6 spp.)
  2. Stereosandra Blume (1 sp.)